# Stora Hackningagylet
Stora Hackningagylet är en sjö i Karlshamns kommun i Blekinge och ingår i Mörrumsåns huvudavrinningsområde. Sjön är 5,8 meter djup, har en yta på 0,0186 kvadratkilometer och befinner sig 106 meter över havet.